# 메크부다
메크부다(Mekbuda) 또는 쌍둥이자리 제타는 쌍둥이자리 방향으로 지구에서 약 1,600광년 떨어진 곳에 있는 변광성이다. 메크부다는 밤하늘에서 맨눈으로 볼 수 있는 몇 안 되는 세페이드 변광성이기도 하다. 세페이드 변광성은 멀리 떨어져 있는 천체까지의 거리를 재는 척도가 되며, 이 점 때문에 메크부다를 포함한 세페이드들은 천문학자들의 관심의 대상이 되어 왔다.

## 관측 역사
독일의 월면학자 율리우스 F. J. 슈미트는 1844년 메크부다의 밝기가 일정한 간격을 갖고 변하는 것을 간파했고 3년 뒤 1847년 본 대학교 재학 시절 자신이 메크부다가 변광성이라는 사실을 최초로 발견했음을 검증받았다. 슈미트의 관측 기록은 현재 하버드 대학교의 AAVSO에 보관중이다. 문서에는 1844년 슈미트가 이 별의 밝기가 변하는 것을 발견한 뒤의 소감을 적은 다음과 같은 문구가 있다. "3월 나는 제타별의 밝기 변화에 관심을 갖게 되었다...."

## 물리적 특징
메크부다는 쌍둥이자리를 구성하는 눈으로 볼 수 있는(바이어 기호가 붙은) 별들 중 지구에서 가장 멀다. 메크부다는 전형적인 세페이드 변광성이자 맥동 변광성으로, 10.150079일 주기로 밝기가 3.6 ~ 4.2 등급 사이에서 변한다.
메크부다는 주기-광도 관계를 확립시켜 준 천체이기도 하다(주기-광도 관계란 변광성의 광도가 높을수록 맥동 주기는 길어지는 것을 뜻한다). 밤하늘에서 볼 수 있는 세페이드 변광성은 몇 개 되지 않은데 이들은 겉으로 볼 때는 다들 비슷해 보이지만 밝기 변화 주기는 메크부다가 가장 길다. 주기-광도 관계에 따르면 메크부다는 넷 중 가장 강렬하게 빛나는 별임을 알 수 있다. 그러나 지구에서 멀리 떨어져 있기 때문에 우리 눈에는 메크부다는 북반구 하늘의 세페이드 중 세 번째로 밝게 보인다. 그런데 밝기와는 달리 시직경은 북반구 하늘 세페이드 중 가장 크며, 이 점 때문에 메크부다는 이전부터 천문학자들이 그 크기를 직접 재고자 하는 대상이었다.
광도 변화의 형태 및 변광 주기-광도 관계로 미루어 보아 메크부다는 세페우스자리 델타형 변광성이다. 다만 전형적인 세페우스자리 델타형 변광성은 급격하게 광도가 높아졌다가 서서히 낮아지는 반면, 메크부다는 완만하게 밝아졌다가 비슷한 속도로 원래 밝기로 돌아가는 다소 대칭적인 구조의 밝기 변화를 보여준다.
메크부다의 크기 변화를 관측하는 것은 지구에서 달 표면에 있는 농구공 크기 물체가 커지고 작아지는 것을 감지하는 것과 같다. 기술적인 어려움에도 불구하고 1999 ~ 2000년 벤 레인 연구진은 이 별이 수축했을 때와 팽창했을 때의 시지름을 구할 수 있었다. 시지름에 근거하여 구한 지구와 이 별 사이의 간격은 약 1100광년이었다. 이후 2001년 커벨라 연구진은 애리조나주 홉킨스 산 IOTA 망원경을 이용하여 잰 메크부다의 평균 반지름이 1.48 ~ 1.78 밀리초각이라고 밝혔다.
유럽 우주국은 관측에 칠레 소재 파라날 천문대의 VLTI 망원경을 사용했는데, 2001년 5월 언론 보도를 통해 구체적 수치는 수축했을 때 약 1.5 밀리초각에서 팽창했을 때 약 1.8 밀리초각, 평균 1.78 ± 0.02 밀리초각이었으며, 이 값은 이전 연구진들의 결과를 거스르지 않는 것이라고 밝혔다.
메크부다 근처에 8등급과 11등급 밝기의 별 두 개가 있으나 시선 방향에 우연히 걸쳐 있을 뿐 메크부다와 중력적으로 묶여 있지 않은, 아무 관계 없는 천체들이다. 메크부다가 아직 존재가 검증되지 않은 짝별을 거느리고 있을 가능성이 제기되었다.

## 관측
메크부다는 겨울 밤하늘 오리온자리의 북동쪽에서 맨눈으로 쉽게 볼 수 있다. 메크부다의 밝기 변화를 감지하기 위해 근처의 두 별 쌍둥이자리 람다(3.6등급)와 쌍둥이자리 누(4.2등급)를 기준별로 삼을 수 있다(두 별의 밝기는 각각 메크부다가 가장 밝을 때와 가장 어두워졌을 때의 밝기와 맞먹는다). 메크부다의 밝기가 두 별의 중간 정도로 보일 경우 메크부다의 밝기는 3.9등급임을 알 수 있다.

## 명칭
메크부다는 아랍어로 '사자의 발톱' 또는 '숨겨진 발톱'이라는 뜻이다. 후자의 경우 야수가 발톱을 드러냈다가 감추는 것처럼, 이미 과거 아랍인들은 이 별이 팽창과 수축을 반복함을 간파한 것이 아니냐는 해석이 있다. 메크부다는 이전에는 쌍둥이자리 제타뿐 아니라 같은 별자리의 카스토르나 폴룩스를 가리키는 말로 더 자주 쓰였다.